# Lonchophylla robusta
Lonchophylla robusta is een vleermuis uit de familie Phyllostomidae. De soort komt voor in Colombia, Costa Rica, Ecuador, Nicaragua, Panama, Peru en Venezuela.
Lonchophylla bokermanni · Lonchophylla chocoana · Lonchophylla concava · Lonchophylla dekeyseri · Lonchophylla fornicata · Lonchophylla handleyi · Lonchophylla hesperia · Lonchophylla inexpectata · Lonchophylla mordax · Lonchophylla orcesi · Lonchophylla orienticollina · Lonchophylla peracchii · Lonchophylla robusta